# Трансильванія – Медієшу-Ауріт
Трансильванія – Медієшу-Ауріт – один з основних газотранспортних коридорів румунської газотранспортної системи.
Традиційно головні запаси природного газу Румунії зосереджені в центральній частині країни, у Трансильванії (втім, у 21 столітті існують перспективи значного нарощування ресурсної бази за рахунок чорноморського шельфу). Видобуток блакитного палива розпочався тут ще на початку 20 століття, у другій половині 1940-х ресурс звідси подали бо Бухаресту, а вже наступного десятиліття масштабне розгортання програми видобутку дозволило прокласти газопроводи з Трансильванії на захід, схід та північ (точніше – північний-захід) країни. 
В останньому випадку у другій половині 1950-х спорудили трубопровід «Північ І» довжиною 210 км та діаметром 300 мм, який починався на півночі Трансильванської улоговини в Сермашу та прямував до прикордонного з Угорщиною Сату-Мару. Це, зокрема, дозволило подати ресурс на експорт до Угорщини по трубопроводу до Кістокаю (наразі вже не існує). 
В 1960-х роках проклали трубопровід «Північ ІІ» довжиною 125 км та початковим діаметром 500 мм, який завершувався у Бая-Маре.
Наразі вузловим пунктом газотранспортної системи Румунії на північному заході країни є Медієшу-Ауріт, до якого виведені інтерконектор з Україною (Хуст – Медієшу-Ауріт) та газопровід Арад – Медієшу-Ауріт (з’єднує з газотранспортним коридором Трансильванія – Захід). Сполучення між Трансильванією та Медієшу-Аурітом забезпечують три нитки газопроводів, які тягнуться від Сермашу:
- довжиною 207 км та діаметром 700 мм, траса якої в одному місці робить вигин та проходить через Жибоу;
- довжиною 165 км та діаметром 300 мм;
- довжиною 164 км та спадаючим діаметром 500 мм/350 мм/300 мм (після Бая-Маре).
По всій протяжності коридора можливий бідирекціональний рух ресурсу (при цьому серед великих споживачів в центральній Трансильванії можливо назвати комплекс з виробництва добрив Тиргу-Муреш).
Поблизу вихідного пункту коридору діє підземне сховище газу Сермашу.